# Гар-ель-Мільх
Гар-ель-Мільх (араб. غار الملح) — місто в Тунісі. Входить до складу вілаєту Бізерта. Станом на 2004 рік тут проживало 5 018 осіб.